# يوكي ساتو
يوكي ساتو (باليابانية: 佐藤 悠希) (13 فبراير 1988 في نارا في اليابان – )؛ هو لاعب كرة قدم ياباني سابق كان يلعب كمهاجم.

## وصلات خارجية
- يوكي ساتو على موقع رابطة كرة القدم اليابانية للمحترفين (اليابانية)
- يوكي ساتو على موقع قاعدة بيانات كرة القدم.إي يو (الإنجليزية)
- يوكي ساتو على موقع Soccerway.com (الإنجليزية)